# 夕方LIVE!キニナル
『夕方LIVE!キニナル』（ゆうがたライブ!キニナル）とは、東日本放送（khb）で2017年6月5日から2018年12月21日まで月曜から金曜日の15:50 - 16:50に生放送されていた宮城県ローカルの平日夕方ワイド・生活情報バラエティ番組である。

## 概要
東日本放送は2017年5月1日に、「みやぎの日常をもっと素敵に!笑顔に!」を目標とし、「学び」や「遊び」をキーワードとした生活情報や地域密着情報を取扱うローカルワイド番組を同年6月5日から月 - 金曜日15:50 - 16:50枠でスタートすることを発表した。
本番組ではキニナルMC（曜日別パーソナリティー）として4名のタレントがそれぞれ出演し、月 - 金曜日のメインMC（総合司会）として2017年3月末まで『スーパーJチャンネルみやぎ』にてメインキャスターを務めていた東日本放送アナウンサーの吉岡伸悟と、同じく東日本放送アナウンサーで『突撃!ナマイキTV』にてアシスタントを務めていた白澤奈緒子が起用された。
東日本放送での夕方ワイド番組は『夕方ワイドあなたにCue!』（2001年4月2日 - 2003年3月28日放送）以来約14年ぶりに設置されることになり、本番組開始により後座番組『（ANN）スーパーJチャンネル』及び『スーパーJチャンネルみやぎ』と合わせて3時間超の生放送番組枠となる。
2018年4月からは出演者陣をマイナーチェンジさせ、火曜日のキニナルMCにマギー審司、金曜日のコーナーリポーターに三瓶が其々新加入し、白澤は月 - 金曜日のアシスタントMC、吉岡は『夕刊キニナル』のMCと其々変更するも、同年12月21日を以って終了したが、2019年4月1日より平日17・18時台枠にて『スーパーJチャンネル』を内包した『チャージ!』が放送されている。

## 出演者

### キニナルMC（曜日別パーソナリティー）
- ゴルゴ松本 (TIM)（月曜日担当） - 2018年3月までは火曜日も担当。
- マギー審司（火曜日担当、2018年4月3日 - ）
- 森公美子（水曜日担当）
- 島田秀平（木曜日担当）
- 林マヤ（金曜日担当）

### アシスタントMC（総合司会・進行アナウンサー）
- 熊谷博之（東日本放送アナウンサー）
- 白澤奈緒子（東日本放送アナウンサー）

### リポーター
気になる調査隊
- 齊藤夢愛（ラーメンコーナー担当）
- 舟倉薫
- 佐藤友紀乃
- 木村南海子

東北おとな旅
- 若林翔子
- 相場詩織

週末移住@Hippo
- 三瓶

### その他コーナー出演者
夕刊キニナル
- 吉岡伸悟（東日本放送アナウンサー） - 2018年3月まではメインMC（総合司会）。

最新の天気予報
- 内藤俊太郎（ウェザーマップ所属気象予報士）
- 冨永幸（ウェザーマップ所属気象予報士）

最新のニュース
- 丸井汐里（東日本放送アナウンサー）
- 野口ちひろ（東日本放送アナウンサー）
- 松本龍（東日本放送アナウンサー）

### 過去の出演者
キニナル湯
- 斉藤玲奈

お宝発見!今野家もう世&ちょすな出たとこ勝負
- 今野家もう世
- 今野家ちょすな

キニナル特派員
- あどばるーん（小野まさのぶ・新山大）[4]
- 爆笑コメディアンズ（秀作・半澤弘基）[5]

## 主なコーナー
- キニナルハンター（月曜コーナー）
- キニナルカンパニー（隔週火曜コーナー）
- みやぎのしごとキニナリスト（隔週火曜コーナー）
- みやぎタイムトラベル（水曜コーナー）
- キニナルBENTO世界旅（金曜コーナー）
- 東北おとな旅（金曜コーナー）
- 週末移住@Hippo（金曜コーナー）
- 最新の天気予報
- 最新のニュース

### 過去のコーナー
- キニナルMC塾
- 教えて!キニナル先生
- 夕刊キニナル
- キニナル湯（月曜コーナー）
- お宝発見!今野家もう世&ちょすな出たとこ勝負（火 - 木曜コーナー）
- キニナル特派員（不定期コーナー）

## 放送時間
- 2017年6月5日 - 2018年12月21日：月 - 金曜日 15:50 - 16:50（日本時間、60分）

### その他
- 自社制作の熱視戦 KHBスーパーベースボールや敬老の日に放送の『ミュージックステーションウルトラFES』、『スーパーJチャンネル』拡大版の放送時は休止となった。